# آرثر لوي (تنس)
آرثر لوي (بالإنجليزية: Arthur Lowe)‏ مواليد 29 يناير 1886 في برمنغهام - الوفاة 22 أكتوبر 1958 في لندن، كان لاعب كرة مضرب بريطاني. أعلى تصنيف له في الفردي كان المركز الـ 7 في سنة 1914. سبق أن شارك في دورة الألعاب الأولمبية الصيفية.

## النهائيات

### الزوجي: (الوصافة 1)
| الحصيلة | السنة | الدورة             | الشريك             | المنافس                  | النتيجة                 |
| الوصافة | 1919  | البطولة الأسترالية | جيمس أندرسون (تنس) | بات أوهارا وود رون توماس | 5–7, 1–6, 9–7, 6–3, 3–6 |

## روابط خارجية
- آرثر لوي على موقع رابطة محترفي التنس (الإنجليزية)
- آرثر لوي على موقع الاتحاد الدولي لكرة المضرب (الإنجليزية)
- آرثر لوي على موقع كأس ديفيز (الإنجليزية)
- آرثر لوي على موقع بطولة ويمبلدون (الإنجليزية)
- آرثر لوي على موقع خلاصة التنس.كوم (الإنجليزية)
- آرثر لوي على موقع أوليمبيديا (الإنجليزية)